# Карабук
Карабук (тур. Karabük) је град у Турској у вилајету Карабук. Према процени из 2009. у граду је живело 103.302 становника.

## Становништво
Према процени, у граду је 2009. живело 103.302 становника.
| 1990.   | 2000.   |
| ------- | ------- |
| 105.373 | 100.749 |